# 遲發性肌肉痛
遲發性肌肉痛（英語：delayed onset muscle soreness）是一種運動之後24–72小時出現的肌肉痠痛或不舒適。通常會持續兩至三日。

## 原因
舊式理論普遍認為該痛症為乳酸積聚所引起，但此说法已经基本被否定。因为也能产生乳酸堆积的肌纤维收缩性运动不会造成遲發性肌肉痛；只有肌纤维的伸展性运动才会造成此症。此外，多项对乳酸的研究表明，运动后一小时内乳酸就会降低到正常水平，因此不能在更晚的时候引发疼痛。
近期醫學研究證實真正起因為肌肉伸展時，因為不習慣運動量，肌肉纖維有微細損傷。
另有一種說法是痛症並不是因為肌肉細胞受損，而是肌內強化過程之中細胞膨脹，壓住神經、血管，引致延遲性肌肉痠痛。 
DOMS在1902年被Theodore Hough指出是肌肉断裂的结果。这些断裂发生在肌原纤维节在Z轴的显微病变。被归因于肌肉拉伸运动（eccentric exercise）时肌肉伸展而增加的张力。这会引起肌动蛋白与肌凝蛋白的桥式交叉（cross-bridge）在松弛之前的分离，最终导致剩余活动的运动单位承受更大的张力。这增加了加重恶化的风险，损害了肌原纤维节。当在这些结构上发生微创伤时，肌肉组织中的痛觉感受器受到刺激引发了痛觉。
另一项对DOMS引发疼痛的解释是"酶外排"理论。微创伤后，正常存储于肌浆网的钙在受损肌肉上蓄积。细胞呼吸作用被抑制，所需的主动运输钙回到肌浆网的三磷酸腺苷减慢。累积的钙激活了蛋白酶与磷脂酶导致肌蛋白分解与变性。这引发了炎症，痛觉是由于积累的组胺、前列腺素、钾所致。

## 減輕痛楚
1. 熱身運動及拉筋[11][12][13]。
2. 止痛藥，例如阿士匹靈。
3. 任何适当增加痛处血流量的措施。

## 外部連結
- 'Early events in stretch-induced muscle damage' （页面存档备份，存于）
- Delayed onset muscle soreness (D.O.M.S.) - Pain after exercise （页面存档备份，存于）
- Delayed-onset muscle soreness - Work out now, pay later? （页面存档备份，存于）
- Delayed onset muscle soreness exercises - How to avoid delayed onset muscle soreness (the dreaded DOMS)